# Jan Nejedlý

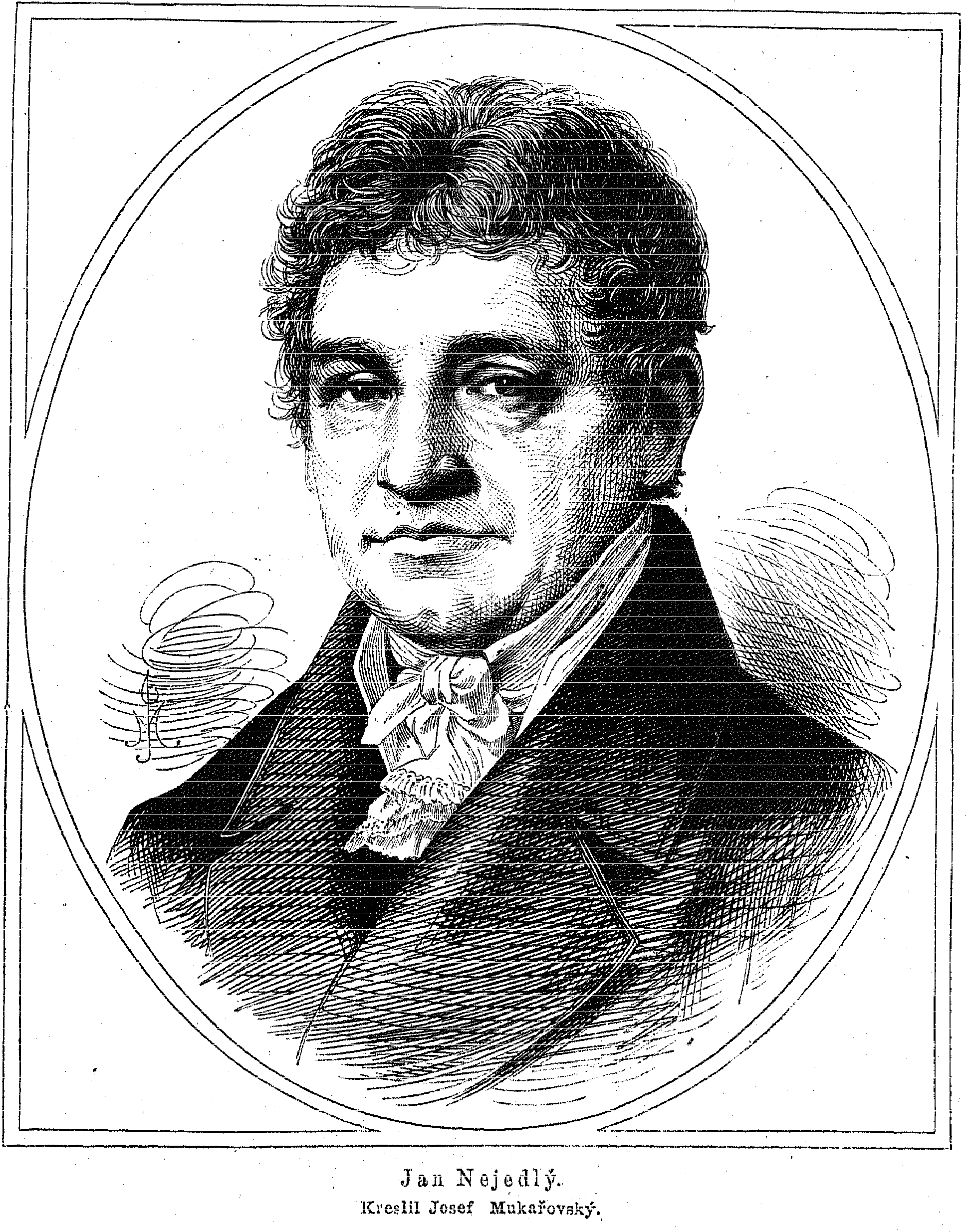
Jan Nejedlý

Jan Nejedlý (* 23. April 1776 in Žebrák (deutsch Bettlern); † 31. Dezember 1834 in Prag) war ein tschechischer Jurist, Philologe und Schriftsteller der nationalen Wiedergeburt.

## Leben
Der jüngere Bruder des Vojtěch Nejedlý und Mitglied der Dichterschule von Antonín Jaroslav Puchmajer übernahm nach seiner Ausbildung auf dem Gymnasium der Piaristen in Prag 1801 vom František Martin Pelcl den Lehrstuhl für tschechische Sprache und Literatur an der Karls-Universität Prag. 1803 promovierte er zum Doktor des Rechts.
1809 wurde er zum Landesadvokaten sowie zum kaiserlichen Rat ernannt und beschäftigte sich fortan vor allem mit seiner einträglichen Kanzlei. Als die neue Generation von Patrioten um Josef Jungmann heranwuchs, stellte er sich an die Seite der konservativen Opponenten. Schließlich entwickelte er sich zum Bremser der tschechischen Wiedergeburt und verzögerte die weitere Entwicklung der tschechischen Sprache und Literatur.

## Werke
Nejedly verfasste ein Grammatikbuch der tschechischen Sprache (Praktische böhmische Grammatik), publizierte die Zeitschrift Hlasatel český, in dem berühmte tschechische Autoren ihre Werke veröffentlichten. Daneben schrieb er Gedichte, Epigramme, Zeitungsartikel und war als Übersetzer tätig. Unter anderem übersetzte er Werke aus der griechischen (Ilias von Homer), französischen, englischen und deutschen Sprache.